# Melchor Jacot y Ortiz-Rojano
Melchor Jacott y Ortiz-Rojano (también Jacot ) (1732-Málaga, 1807), I conde de Pozos Dulces, con el vizcondado previo de la la Albufera, por Real Decreto de Carlos IV y el subsecuente Real Despacho de 24 de junio de 1790, fue asimismo jurisconsulto, primer regente de la Real Audiencia de Lima (desde 1777 a 1786), abogado de los Reales Consejos, alcalde mayor de la Villa de Móstoles, regidor perpetuo de la Real Audiencia de Málaga, primer regente de la Real Audiencia de Lima, ministro togado del Consejo de Indias en 1787 y caballero de la Real y Distinguida Orden Española de Carlos III el 24 de noviembre de 1788.

## Vida
La familia de Melchor procede de la burguesía flamenca radicada en la ciudad de Amberes, primer regente de la Real Audiencia de Lima, ministro togado del Consejo de Indias, caballero supranumerario de la Real y Distinguida Orden Española de Carlos III.
El I conde de Pozos Dulces era bisnieto de Melchor Jacot, natural de Amberes y de su esposa Francisca Antonia de Varenne (originaria de Flandes y natural de Málaga); nieto paterno de Melchor Jacot y Varenne (natural regidor de Málaga), caballero de la Real y Distinguida Orden Española de Carlos III, y de su esposa Leonor Ruiz de la Escalera, hija de Pedro Ruiz de la Escalera y de su esposa Catalina Nieto de Villegas, ambos de Málaga); hijo de José Jacot y Ruiz de la Escalera, que se casó con María Ortiz Rojano (natural de Baena); y hermano de José y de Francisco Jacot y Ortiz (natural y regidor perpetuo de Málaga), que se convirtió en caballero de la Real y Distinguida Orden Española de Carlos III en la misma fecha que su hermano, el 24 de noviembre de 1788.

## Matrimonios y descendencia
Antes de titular casó dos veces. Su primer matrimonio fue con Francisca de Paula Cascajedo y Requena Pérez de Guzmán (fallecida en accidente el 7 de diciembre de 1788) con quien tuvieron una hija, María del Carmen Jacot y Cascajedo Ortiz-Rojano y Requena, que murió joven y no sucedió en el título nobiliario. Contrajo segundas nupcias el 7 de noviembre de 1790 con María Luisa López de Maturana y Eguilar (1759 - 7 de septiembre de 1832), de quien no tuvo sucesión. El segundo matrimonio se celebró con licencia obtenida del Gobernador del Consejo de Indias, y representado el contrayente por el conde de San Isidro verificando dicho matrimonio en Lima, parroquia de San Lázaro (Provincia Constitucional de Callao), el 21 de enero de 1789. (folio 238, libro que comprende los años 1758 al 1790) Según las cláusulas de fundación de este título nobiliario, su segunda esposa, María Luisa López de Maturana y Eguilar, sucedió a su esposo en el título nobiliario como II condesa. Después de la muerte de la segunda condesa, sucedió en el título Bernarda Jacot y Martínez, por carta de sucesión del 15 de febrero de 1834. Esta III condesa era sobrina paterna de Melchor Jacot y Ortiz-Rojano, hija de su hermano Francisco Jacot y Ortiz-Rojano y su esposa Ana Josefa Martínez.